# Франциско Пауло де Алмеида
Франциско Пауло де Алмеида (порт. Francisco Paulo de Almeida; Лагоа Доурада, 10. јануар 1826 — Рио де Жанеиро, 9. фебруар 1901) био је бразилски земљопоседник и банкар. Истакао се по томе што је финансијски био најуспешнији црнац у Бразилском царству. Поседовао је неколико фарми и око две стотине робова само у једној од њих, а укупно око хиљаду робова, са богатством процењеним у то време на седамсто хиљада реала. Био је власник амблематичне Жуте палате у граду Петрополис.